# Saljut 1
La Saljut 1 (in russo Салют-1?) fu la prima stazione spaziale in assoluto. Venne lanciata dall'Unione Sovietica in orbita terrestre bassa il 19 aprile 1971. Faceva parte del programma Saljut.

## Riassunto missione
Lanciata dal Cosmodromo di Bajkonur su un razzo Proton K, fu poi raggiunta il 23 aprile dello stesso anno dall'equipaggio della missione Sojuz 10 con l'intento di agganciarla. La procedura comunque non riuscì perfettamente e, nonostante il rendezvous e l'aggancio, l'equipaggio non poté salire a bordo.
Fu nuovamente raggiunta il 7 giugno da parte della Sojuz 11 e questa volta l'equipaggio poté entrarvi per rimanervi 23 giorni. Sfortunatamente, durante lo sgancio tra la stazione e la Sojuz, quest'ultima riportò dei danni ad una valvola che comportò la fuoriuscita dell'aria presente all'interno della navetta, causando la morte dell'intero equipaggio.
La Saljut 1 non fu più visitata da nessun equipaggio e rimase in orbita fino a che fece il suo rientro distruttivo in atmosfera, avvenuto l'11 ottobre 1971.

## Struttura
La stazione era lunga 20 metri e con un diametro massimo di 4 metri. Lo spazio interno era di 99 m3. Presentava tre compartimenti pressurizzati, due dei quali abitabili dall'equipaggio.

### Compartimento di trasferimento
Il primo compartimento era deputato all'aggancio con la navetta Sojuz. Il portellone di aggancio aveva un diametro compreso tra i 2 e i 3 metri.

### Compartimento principale
Il secondo compartimento, quello principale, aveva un diametro di 4 metri. Le riprese televisive mostravano lo spazio per 8 grandi sedie, (sette per l'utilizzo di console e strumentazioni) diversi pannelli di controllo e circa 20 oblò (alcuni ostruiti dalle strumentazioni).

### Compartimento ausiliario
Il terzo compartimento pressurizzato conteneva l'equipaggiamento per il controllo e le comunicazioni, il sistema di alimentazione, il sistema di supporto vitale e gli equipaggiamenti ausiliari.
Nell'ultimo compartimento, non pressurizzato, vi era il motore e le sue strumentazioni.
Salyut possedeva delle batterie chimiche, una riserva di ossigeno e acqua e sistemi di rigenerazione. Inoltre vi erano presenti due pannelli fotovoltaici per la produzione di energia solare e dei radiatori per la regolazione della temperatura

## Osservatorio Orion 1
Sulla Saljut 1 era presente un telescopio, chiamato Orion 1, che fu utilizzato dal cosmonauta Viktor Ivanovič Pacaev. Fu la prima volta che si utilizzò un telescopio per osservazioni astronomiche direttamente in orbita.

## Equipaggi

### Sojuz 10
Dopo aver completato le manovre di rendezvous, Sojuz 10 si agganciò alla Saljut il 23 aprile, rimanendovi attraccata per oltre 5 ore ma non riuscendo a trasferirvi l'equipaggio.
| Missione | Equipaggio                                               | Data di lancio  | Volo di andata | Data di rientro | Volo di rientro | Durata | Note                                              |
| -------- | -------------------------------------------------------- | --------------- | -------------- | --------------- | --------------- | ------ | ------------------------------------------------- |
| Sojuz 10 | Vladimir Šatalov, Aleksej Eliseev e Nikolaj Rukavišnikov | 23 aprile, 1971 | Sojuz 10       | 25 aprile, 1971 | Sojuz 10        | 0      | L'equipaggio non riuscì ad entrare nella stazione |

### Sojuz 11
Questa volta l'aggancio riuscì e l'equipaggio poté abitare la stazione per 23 giorni. Purtroppo uno scorretto sgancio comportò la morte dei cosmonauti durante il rientro.
| Missione | Equipaggio                                                         | Data di lancio              | Volo di andata | Data di rientro              | Volo di ritorno | Durata | Note                                   |
| -------- | ------------------------------------------------------------------ | --------------------------- | -------------- | ---------------------------- | --------------- | ------ | -------------------------------------- |
| Sojuz 11 | Georgij Dobrovol'skij, Viktor Pacaev e Vladislav Nikolaevič Volkov | 6 giugno, 1971 04:55:09 UTC | Sojuz 11       | 29 giugno, 1971 23:16:52 UTC | Sojuz 11        | 23.77  | Equipaggio deceduto durante il rientro |